# Cephalotes palustris
Cephalotes palustris är en myrart som beskrevs av De Andrade 1999. Cephalotes palustris ingår i släktet Cephalotes och familjen myror. Inga underarter finns listade.